# Ancistrocerus hangaicus
Ancistrocerus hangaicus är en stekelart som beskrevs av Kurzenko 1977. Ancistrocerus hangaicus ingår i släktet murargetingar, och familjen Eumenidae. Inga underarter finns listade i Catalogue of Life.